# Future Generation
Future Generation är ett musikalbum från 1987 av den nederländska syntmusikgruppen Laserdance.

## Låtlista
1. Power Run (4.37)
2. Humanoid Invasion (4.15)
3. Space Dance (4.20)
4. Goody’s Return (4.18)
5. Future Generation (4.45)
6. Digital Dream (5.18)
7. Fear (4.18)
8. Laser Fear (4.39)
9. Fear (Remix) (6.48)